# Club Penguin: Elite Penguin Force
Club Penguin Elite Penguin Force é um linha de games para Nintendo DS e PC com três jogos, é uma das series mais jogadas em toda a america. Elite Penguin Force ou EPF, é uma agência secreta de pinguins que tem como dever proteger a ilha de um urso polar conhecido como Herbert Percival Bear. Que tem como aliado o Klutzy, um caranguejo vermelho.
Visão Geral: Este jogo tem a ver com agências secretas (Elite Penguin Force)

## Club Penguin - Elite Penguin Force (nov/2008)
As coisas não andam muito normais no mundo coberto de neve do Club Penguin ultimamente. Gary, o pinguim inventor, também conhecido como “Agente G”, está desaparecido. Será que esse sumiço está ligado aos acontecimentos estranhos que vêm rolando por toda a ilha? É isso que os agentes da Elite Penguin Force têm que descobrir. Com a ajuda dos Puffles, Agentes Secretos da EPF e invenções especiais bem curiosas, eles saem em busca da solução para esse mistério.
Quando o Agente G é localizado na Mina do Club Penguin, os agentes descobrem que perdeu a memória, e não tem a menor ideia do que aconteceu. À medida que o mistério se desenrola, pistas encontradas por toda a ilha fazem a memória de G voltar: na verdade, ele desapareceu na mina enquanto procurava uns robôs malucos que fugiram de seu laboratório. Os robôs eram protótipos que G inventou para testar equipamentos perigosos – e garantir que seriam seguros o bastante para os habitantes do Club Penguin. G não conseguiu pegar os robôs, e eles ainda estão à solta!
Um robô é visto perto da Loja de Presente – é um Robô de Rodinhas, um dos primeiros protótipos de G. Ele está tentando roubar a porta do Cofre. Depois de conseguir pegar o Robô de Rodinhas, com a ajuda dos Puffles da EPF e um Aparelho de Robotomia, os agentes o levam de volta para Gary.
Então, outro robô fora de controle é localizado na Estação de Esqui. Os agentes têm que encarar uma perseguição ao Robô de Neve na Pista de Testes de snowboard, que é super perigosa. Loop, o puffle rosa que leva um laço de caubói, consegue pegar o Robô de Neve e ele é desativado com o Aparelho de Robotomia. Mas assim que os agentes estão levando o robô fujão de volta para G, outro robô literalmente cai do céu. Ele é também é desativado e levado de volta para G.
A ordem volta a ser instaurada no Club Penguin. Como agradecimento aos destemidos agentes secretos, os pinguins fazem uma festa para comemorar. Mas quando tudo parece calmo, a ilha começa a chacoalhar com um tremor assustador. Assim que o terremoto para, eles descobrem que todas as telas de monitoramento de segurança no QG saíram do ar! E pior: TODOS os Puffles da EPF desapareceram – e G também! Bom sinal é que não é.
As pistas levam a uma trilha e um Esconderijo onde um super robô – o Protótipo de Destruição Total – é descoberto. Parece que os robôs de teste de G ficaram tão espertos que conseguiram roubar coisas da ilha inteira para construir o robô de testes perfeito! O Protótipo de Destruição Total havia raptado os Puffles da EPF para usá-los como fonte de energia, e mais: ainda prendeu G dentro da cápsula do Aqua Grabber, e o colocou em cima de sua cabeça para usá-lo como cérebro!
Com pensamento rápido e invenções para lá de especiais, os puffles são libertados um por um, e conseguem prender o Protótipo de Destruição Total. Chirp, o puffle amarelo, quebra a cápsula e liberta G e Pop, o puffle roxo. Pop faz uma bolha gigante para Gary e o faz flutuar para longe, a salvo.
Sem puffles e sem Gary, agora o Protótipo de Destruição Total não é páreo para o Equipamento de Robotomia. Graças a uma mão firme, o robozão é desativado – e os agentes salvam o dia!

## Personagens
- Herbert: Apareceu pela 1ª vez em "O Interrogatório do Caranguejo". Veio para o Club Penguin, em cima de um Iceberg, procurando um local quente e ensolarado para viver, apesar de ser um Urso Polar. Com seu amigo, Klutzy, procura destruir os pinguins, a ASP, EPF e Club Penguin
- Klutzy: Apareceu pela 1ª vez em "O Segredo do monte de pelos". Klutzy, O Caranguejo, salvou Herbert de ser afogado quando ele chegou ao Club Penguin, a partir dai, os dois ficaram inseparáveis, Não é muito observador, como visto em "A Vingança de Herbert"
- Rookie: Apareceu pela 1ª vez em "O Caso das Moedas Desaparecidas". Assim como o jogador, Rookie é um novato na ASP e na EPF, mas muito atrapalhado, seu sonho é se tornar um grande agente da EPF. Em "A Vingança de Herbert", Rookie faz parte da equipe treinada por Gary e a Diretoria
- Cara do Foguete: Apareceu pela 1ª vez em "A Missão Secreta de G". Agente de oculos escuros, O Cara do Foguete leva suas missões muito a sério, e faz de tudo para cumprir seus objetivos. Sempre esta com o seu Jatpack, que sempre o ajuda em missões. O Cara do Foguete faz parte da equipe treinada por Gary e a Diretoria
- Dot: Apareceu pela 1ª vez em "O Vilão Vegetariano". Mestre dos Disfarces, Dot sempre consegue sair de situações perigosas se disfarçando. Personagem Exclusiva do Nintendo DS (Exceto na missão "O Vilão Vegetariano"), Dot faz parte da equipe treinada por Gary e a Diretoria
- Gary: Apareceu pela 1ª vez em "A Missão Secreta de G". Gary é um pinguim inventor com oculos fundo-de-garrafa, ele é quem construiu todos os aparelhos da EPF.
- A Diretoria: Apareceu pela 1ª vez em "Esquadrão Sardinha". O Codinome do(a) Diretor(a) da ASP e EPF. Nem Gary já o viu pessoalmente, porque em seu contato, só é aparente sua sombra no computador e na verdade ela é Tia Arctic.
- Rory: É um construtor bem humorado que faz amizade como agente após receber vários favores dele.